# Gölcük Yaylası (Bozdağlar)
Gölcük Yaylası ist eine etwa 1100 m hoch gelegene Landschaft in der Ägäis-Region in der Provinz İzmir im Kreis Ödemiş in der Westtürkei 5 km südwestlich der Stadt Bozdağ im Umfeld des Gölcük Gölü (Gölcük-See) auf den Höhen des Bozdağlar-Massivs (Tmolos-Gebirge) (nicht zu verwechseln mit dem Gölcük Gölü etwa 30 Kilometer südlich von Burdur). Der Gölcük Gölü liegt etwa 130 km östlich des Provinzzentrums İzmir und 175 km südöstlich von Manisa ca. 20 km nördlich von Ödemiş bzw. 18 km von Birgi und 40 km südlich von Salihli. Diese Gebirgslandschaft ist nicht zu verwechseln mit den Gebieten Gölcük Yaylası (Yalıhüyük/Provinz Konya), Gölcük Yaylası (Provinz Bolu) oder Gölcük Yaylası (Simav/Provinz Kütahya) in der Türkei.

## Geomorphologische Merkmale der Gölcük Yaylası
Genau genommen ist die Gölcük Yaylası (Yayla = Hochebene, Plateaulandschaft) keine Hochfläche, sondern eine hoch gelegene langgestreckte breite Talschaft des Tabak Çayı innerhalb einer von höheren Flachbereichen umgebenen Gebirgslandschaft des Bozdağlar-Massivs. Die höheren Berglandbereiche, die den Rahmen des Gülcük-Beckens bilden (Beckenboden bei 1000–1050 m), bestehen aus paläozoischen Gneisen und Schiefern, die zumeist Quarzadern enthalten und stellenweise eine gefaltete Struktur haben. Lithologisch bilden sie die ältesten Formationen und zugleich die Grundlage des Bozdağlar-Massivs. Çaldağı (1623 m) und Kocabel Tepe (1602 m) im Nordosten der Seesenke sind – neben dem östlich des parallel verlaufenden Kömürcü Çayı-Tals aufragenden Bozdağ (2159 m) – die wichtigsten topografischen Erhebungen zwischen 1400 und 1500 m, um die sich Erosionsflächen ausbreiten, die leicht nach Norden geneigt sind. Diese Erosionsflächen, die von Asaf Koçman dem Miozän zugeordnet werden, setzen sich im westlichen und östlichen Teil des Sees mit geneigten Hängen (20–35 %) fort. Dieser alluviale Bereich, der von einigen Forschern einschließlich der Seesenke als eiszeitlich und von anderen als fluvial eingeordnet wird, wird von den Einheimischen als „Gölcük-Plateau“ (Gölcük Yaylası) oder besser „Gölcük-Ebene“ (Gölcük Ovası) bezeichnet. Die Gölcük-Ova ist etwa 12 km lang und im Bereich Karşıyaka 3 km breit. Ihre Neigung beträgt 7–8 % und verläuft von Süden nach Norden. Die Gölcük-Ebene wird ungefähr in Süd-Nord-Richtung durch die eigentliche Seesenke und den Tabak Çayı in zwei Teile geteilt.
Der Tabak Çayı (auch Koca Çayı) verläuft zwischen Gölcük (am See, ehemals Cumaönü, vermutlich wegen eines Freitagsmarktes, Cuma = Freitag) und dem nördlich gelegenen Boğazköy in einem kleinen Bett mit einer Tiefe von 1,5 bis 2 m und einer Breite von 2 bis 3 m. In diesem Teil des Tals verlaufen alte Bach-Rinnen parallel zum heutigen Bachbett, die allerdings aufgrund der Vegetation und der landwirtschaftlichen Nutzung schwer zu erkennen sind. Ab dem Ort Yörükdamları etwas nördlich von Boğazköy folgt eine signifikante Veränderung des Talcharakters des Tabak Çayı, da dort die Tiefenerosionsaktivität des Baches in Richtung Gediz-Graben zunimmt und sich das Tal verengt und vertieft, wobei die Talhänge asymmetrische Merkmale aufweisen. Die Uferbereiche des Sees sind als niedrige flache Küsten ausgebildet. Es gibt jedoch einen Damm, der dem nördlichen Ufer des Sees folgt. Die Höhe dieser in den 1960er Jahren gebauten Staumauer beträgt 2–2,5 m und ihre Länge 400 m. Nach dem Bau des Staudamms kam es zu einem Anstieg des durchschnittlichen Seespiegels um 1 m.

## Struktur und Entstehung des Gölcük-Sees

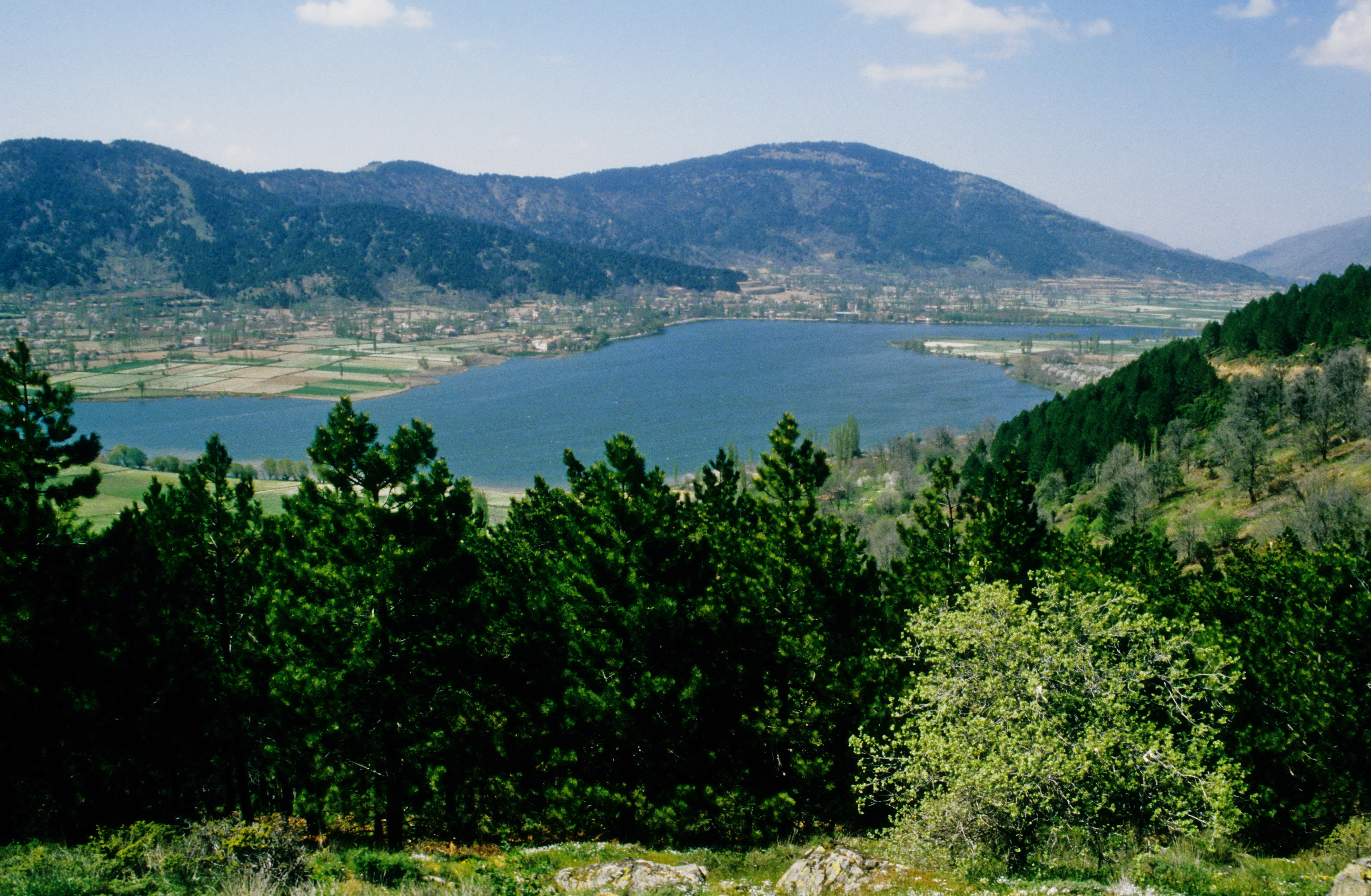
Blick von Südosten auf den Gölcük Gölü (Gölcük-See), das Herz der Gölcük Yaylası in den Bozdağlar (Ägäis-Region)

Der Trog des Gölcük Gölü auf den Bozdağlar-Massiv erstreckt sich ungefähr in Süd-Nord-Richtung in etwa 1050 m Höhe im Tal des Tabak Çayı etwa 5 km südwestlich der kleinen Stadt Bozdağ zwischen Salihli und Ödemiş innerhalb der Gölcük Yaylası. Er ist mit nur ca. 0,941 km² Fläche einer der kleinen türkischen See mit einem Volumen von 1814,9 Tausend m³, dessen Wasser hauptsächlich zur Bewässerung verwendet wird. Die topographische Höhenlage des Sees beträgt 1049 m über dem Meeresspiegel, und seine tiefste Stelle misst 7 m. Das Seeufer hat eine Gesamtlänge von 5800 m. Seine Längsachse von 1950 m liegt ungefähr in Südwest-Nordost -Richtung, seine maximale Breite bei etwa 1100 m. Das Relief des Seebodens hat einen eher schlichten Charakter. Im südwestlichen Teil des Sees gibt es flache Bereiche, in denen Sumpfwasserpflanzen (Segge, Schilf usw.) gedeihen. Dort ändert sich die Küstenlinie in den trockenen Perioden (August–September) drastisch, wenn der Seespiegel auf sein Minimum sinkt. Hydrographisch gesehen stellt der Gölcük-See ein kleinflächiges Becken innerhalb des Tabak-Çayı-Tales dar, dessen Gewässer über den Tabak Çayı nordwärts zum Gediz Nehri im Gediz-Graben und damit zur Ägäis entwässert.
Der See und seine Umgebung wurden von vielen türkischen und ausländischen Wissenschaftlern relativ detailliert untersucht und teilweise kontrovers diskutiert. İsmail Yalçınlar, der die während des Pleistozäns auftretenden Vereisungen auf den Bozdağlar untersuchte, versuchte die Entstehung der Seesenke mit den glazialen Vereisungen zu erklären. Mehmet Besim Darkot und Mehmet Tuncel konstatierten in ihrer Arbeit mit dem Titel „Geographie der Ägäisregion“, dass der Gölcük Gölü ein alluvialer Barrieresee ist. Laut Ahmet Necdet Sözer (et al) ist der Gölcük-See ein Erdrutschsperrsee, der entstand, als Gesteinsmassen von den Hängen eines kleinen Bachtals abrutschten und den Tabak-Çayı blockierten. Asaf Koçman stellte fest, dass die Seebildung im Flusstal nicht rezent erfolgte, sondern weitgehend im späten Miozän und Pliozän, und dass sich das Tal nach Erosion und Überschwemmungen durch Bäche aus der Umfeld zunächst ausdehnte und vertiefte, ehe dicke flache tonige alluviale Ablagerungen – Verwitterungsprodukte des anstehenden Glimmerschiefers – die Bildung des Gölcük-Sees verursachten. Laut Sırrı Erinç reichen die Flachheit des Sees und die Hangformen seiner Umgebung aus, um den Gölcü Gölü als einen in einem Flusstal gebildeten Stausees zu erklären. Hüseyin Saraçoğlu bezeichnete den Gölcük-See als Erdrutschbarriere. Semra und Şükran Cirik haben in ihrer Werk „Limnologie“ über die Klassifizierung von Seen den Gölcük Gölü als See tektonischen Ursprungs aufgenommen. İsmail Yalçınlar stellte in einem anderen Artikel fest, dass der Gölcük-See ein Sperrsee ist, der durch einen großen Erdrutsch entstanden ist, und Im Rahmen all dieser Untersuchungen erklärt Mustafa Akif Ceylan die Entstehung des Sees wie folgt:
Etwa 3 km nördlich des Sees gibt es zwei kurze Bäche mit periodischer Wasserführung, Mad Çayı und Geyik Çayı, die in den Tabak Çayi münden. Am Talboden des Tabak Çayi-Tales haben sich durch diese Zuflüsse Schwemmkegel gebildet. Der größere dieser Schwemmkegel gehört zum Mad Çayı. Der Mad Çayı, der seine Quellen im Nordwesten des Kocabel Tepesi (1602 m) hat, ist etwa 4 km lang und hat eine Niederschlags-Einzugsfläche von 3,2 km². Er sammelt entsprechendes Erosionsmaterial und sedimentiert es auf dem Talboden des Tabak Çayı und bildet in einem Abschnitt, in dem sich das Tal erheblich verengt, einen Schwemmkegel. Der andere Bach (Geyik Çayı, 1,5 km lang), der sich am Westhang des Tabak Çayı-Tales entwickelte, hat in ähnlicher Weise einen kleinen Schwemmkegel gebildet. Diese beiden Staukegel überlappen sich und bilden einen Damm im Tal des Tabak Çayı. Daher hat der Gölcük Gölü den Charakter eines natürlichen Stausees.

## Hydrologisch-klimatische Hintergründe
Das Becken des Gölcük Gölü erhält aufgrund seiner Lage in den höheren Teilen des Bozdağlar-Massivs (1049–1350 m) relativ reichlich Niederschläge: Während Salihli im Gediz-Graben 492,1 mm und Ödemiş in der Senke des Küçük Menderes 698,4 mm erhalten, erreichen die durchschnittlichen jährlichen Niederschlagswerte bei Bozdağ in den Bozdağlar 1362,6 mm. Der Hauptgrund für die Niederschlagszunahme ist der Höhenunterschied, denn Bozdağ liegt auf 1150 m, Salihli auf 111 m und Ödemiş auf 122 m.
Die Niederschläge beginnen im Mittel ab September zu steigen und erreichen im Dezember (in Salihli im Januar) ihre Höchstwerte. Nach diesem Monat nehmen die Niederschläge allmählich und kontinuierlich ab und sinken im August auf ihren Mindestwert. Im Gegensatz zur Wintersaison, die relativ regnerisch ist (48,5–59,0 % des Jahresniederschlags), ist die große Trockenheit in der Sommersaison (2,5–4,5 % des Jahresniederschlags) ziemlich deutlich. Die jährliche durchschnittliche Anzahl an Regentagen beträgt 70 in Salihli, 72 in Ödemiş und 93 in Bozdağ. Die Anzahl der Tage mit Schneefall beträgt 1,6 in Salihli, 0,4 in Ödemiş und 13 in Bozdağ. Auf den Gipfeln des Bozdağlar-Gebirges wird über einen langen Zeitraum eine Schneedecke beobachtet, normalerweise zwischen November und Juni und in einigen Jahren sogar zwischen Oktober und Juli.
Der Umfang des Niederschlags-Neubildungsgebiets liegt für den Gölcük Gölü bei ca. 9,2 km² in 1049 m bis 1350 m Höhe. Die jährliche Niederschlagsmenge, die das Gölcük-Becken dabei erhält, beträgt 12467054,1 m³. In dieser Menge ist auch der auf die Seeoberfläche fallende Niederschlag (12314000 m³) enthalten: Darüber hinaus haben die aus der Schneeschmelze resultierenden Wassermengen eine zusätzliche Bedeutung für die Auffüllung des Sees. Denn gegenwärtig gibt es keinen Zufluss von nennenswerter Größe, der das Seebecken direkt erreicht. Das geringe Gefälle des Beckenbodens, die dichte Vegetation und vor allem landwirtschaftliche Aktivitäten verhindern dies. Selbst von der lokalen Bevölkerung wird angegeben, dass es für den See keine Zuflüsse gibt. Demnach erfolgt ein anreichernder Wassertransfer zum Seebecken größtenteils durch Niederschläge oder unterirdisch.
Neben der natürlichen Drainage durch den Tabak Çayı – Abflussmengen werden seit 1960 über einen Durchlaufmesser geregelt und gemessen – spielt die Wasserentnahme zu Bewässerungszwecken eine große Rolle im Wasserhaushalt. Denn rund um den See werden hauptsächlich Kartoffeln und Bohnen kultiviert, deren hoher Wasserbedarf aus dem See gedeckt wird. Es wird geschätzt, dass während der Bewässerungssaison (Juli und August) durch eine große Anzahl von Motorpumpen am Seeufer erhebliche Wassermengen aus dem See entnommen werden. Zugleich erreicht in diesem Zeitraum der Wasserverlust durch Versickern und Verdunstung seinen Maximalwert. Deshalb wird In der Sommersaison ein deutlicher Rückgang des Seespiegels beobachtet. Die Seespiegelhöhe beginnt ab Juni abzunehmen und sinkt im September auf sein Minimum. Die jährliche Wasserstandsänderung des Sees beträgt etwa 2,5–3 m.
Im Sommer erreicht die Wassertemperatur deshalb oft einen Höchstwert von 24 °C. Allerdings gibt es beim Oberflächen- und Tiefenwasser des Sees deutliche Unterschiede. Tatsächlich wurde die Temperatur an der Seeoberfläche mit 23,5 °C, pH-Wert 7,7 und Sauerstoffgehalt 9,8 mg/l gemessen. In 3 m Tiefe sinkt die Temperatur auf 20,0 °C, pH-Wert 7,1 und Sauerstoffgehalt 4,8 mg/l. Dabei kommt es zu Anstiegen bei einigen chemischen Parametern (Variable): An der Seeoberfläche beträgt der Nitratgehalt 3,41 µg/l, bei Nitrit 0,88 µg/l, bei Ammoniak 3,44 µg/l und bei organischer Substanz 13,26 mg/l. In 3 m Tiefe lag der Nitratwert jedoch bei 5,95 µg/l, bei Nitrit bei 4,07 µg/l, bei Ammoniak bei 38,53 µg/l und bei organischer Substanz bei 19,09 mg/l. Offensichtlich reicht im See die vertikale Wasserdurchmischung nicht aus. Die Hauptquellen der Wasserverschmutzung sind die Hausabfälle der Siedlung Gölcük, die in landwirtschaftlichen Flächen verwendeten Kunstdünger und Pestizide. Zudem gelangen verschiedene Schadstoffe der Stadt Gölcük über 28 Kanäle in den See.

## Bedeutung und touristische Erschließung

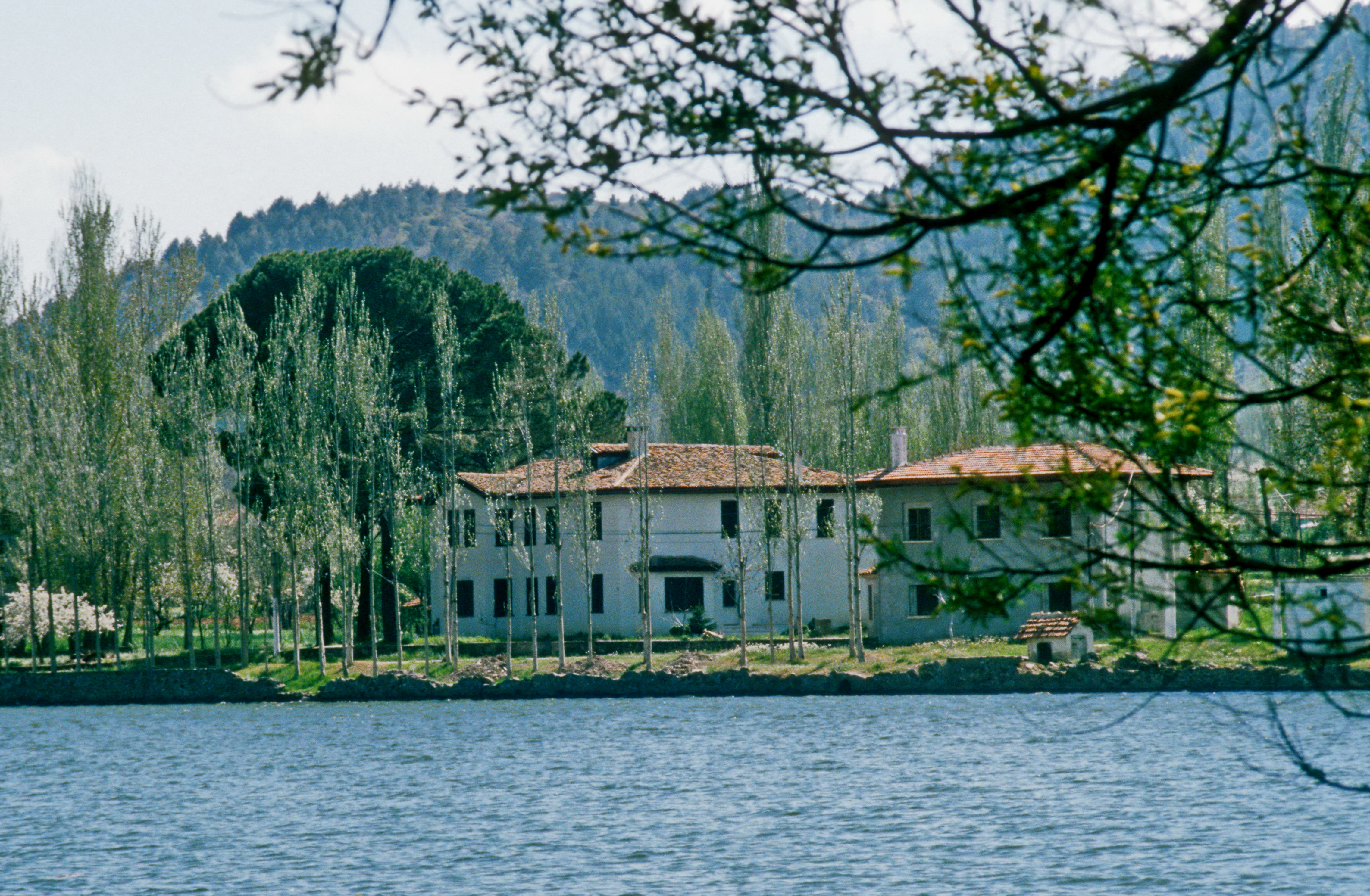
Blick auf typischen Sommerhäuser am Gölcük-See in Gölcük auf den Höhen der Bozdağlar Mitte der 1980er Jahre.

Der Gölcük-See und seine Umgebung gelten als eines der wichtigsten Gebiete für Binnentourismus der Ägäisregion. Gemeint sind damit neben dem Gölcük-See im Umfeld der Erhebungen von Tuzlak Tepe, Yıldırım Tepe (1442 m) und Kıble Tepe (1522 m) in der Nähe des Akçakmak Passes (Akçakmak-Plateau) in erster Linie die umliegenden Siedlungen Bozdağ, Gölcük (mit den Ortsteilen Cumaönü, Gedikdüzü, Adabaşı, Örselli, Danacılar und Karşıyaka), Tekke (Tekeköy), Akçakmak, Genev (Zeytinlik, anderer Name zeitweise Gölcük), Burgaz, Oğuzlar, Lübbey und Boğazköy. Am Seeufer stehen zahlreiche Sommerhäuser und Herbergen sowie Einrichtungen einiger Sportvereine. Aussicht und Wandermöglichkeiten in einem Waldgebiet (Aufforstungs-Arbeiten wurden bereits seit 1960 durchgeführt), sowie das Yaylawesen (Yaylacılık) sind die Hauptfaktoren für die Attraktivität des Gebiets. In der Sommersaison gewinnt die Region hauptsächlich durch Ausflügler (insbesondere am Wochenende) und zum Picknicken erheblich an Lebendigkeit. Die Wintersaison rund um den See ist dagegen relativ ruhig und konzentriert sich eher auf den Ski-Tourismus beim benachbarten Ort Bozdağ.
Das Gebiet des Gölcük-Sees und der Gölcük Yaylası oberhalb der Steilanstiege des Bozdağlar-Massivs zwischen den Gediz-Graben im Norden und Küçük Menderes-Graben im Süden ist nur über sehr kurvige, abschüssige und relativ schmale Straßen von Ödemiş im Süden bzw. Salihli und der historischen Stadt Sardes im Norden zu erreichen. Die Straße folgt größtenteils tiefen Flusstälern an den Nordhängen der Bozdağlar, zumal das Relief hoch und zerklüftet ist, und der Transport wird bisweilen aus natürlichen Gründen wie Erdrutschen, Steinschlägen, Vereisung, Schneefall und starkem Nebel unterbrochen, hauptsächlich im Winter. Die Plateaulandschaft liegt um den See und den Ort Gölcük (Kreis Ödemiş). Die Gölcük Yaylası wurde 1976 der 1968 gegründeten Gemeinde Zeytinlik (heute Gölcük) zugeschlagen. Gemäß einer Verwaltungsvereinbarung vom 6. Dezember 2012 wurde diese Verbindung offiziell mit dem Gesetz Nr. 6360 durch Veröffentlichung im Amtsblatt unter der Nummer 28489 nochmals bestätigt und in Kraft gesetzt. Private Transportverbindungen (Minibusse) zwischen Ödemiş und Gölcük variieren je nach Sommer- und Winterzeit, Wochentagen und Wochenenden und werden zumeist von Angebot und Nachfrage gesteuert. Planmäßige Busverbindungen erfolgen an Wochentagen zwischen Salihli, Bozdağ, Gölcük und Ödemiş um 07:30, 08:30, 15:00 Uhr, an Sonn- und Feiertagen um 09:00, 13:00 und 17:00 Uhr
Kazım Dirik, von 1926 bis 1935 Gouverneur von Izmir, und Mustafa Bengisu, von 1927 bis 1935 Bürgermeister von Ödemiş, widmeten dem Bau einer Straße über das Gölcük-Plateau zwischen Ödemiş, Gölcük und Salıhlı große Aufmerksamkeit und maßen deren Bau große Bedeutung zu. Sie initiierten zudem ein Hotel (Gölcük Hotel) am Seeufer unter der Sonderverwaltung der Provinz İzmir. Ebenfalls mit der Unterstützung von Kazım Dirik und Mustafa Bengisu wurden im Juli 1928 erste Jahrmarktsfeste (Panayır) in Gölcük abgehalten, die bis 1938 regelmäßig stattfanden, dann allerdings aufgrund der negativen Auswirkungen des Zweiten Weltkriegs, fehlender Mittel und mangelnder Organisation später nicht mehr durchgeführt wurden. Auch die Entwicklung des Erholungstourismus verlief in Gölcük in den 1935–1950er Jahren entsprechend langsam. Einige neue Gebäude auf der Westseite des Sees wurden entlang der Hauptstraße errichtet. Die Ortsteile Cumaönü und Gedizdüzü begannen, das Aussehen einer locker strukturierten Sommersiedlung anzunehmen mit Sommerhäusern in den Gärten. In den Stadtteilen Karşıyaka und Adabaşı an der Ost- und Südostseite des Sees gab es keine nennenswerte Entwicklung. Daher waren die ersten modernen Beispiele für den Bau von Sommerfrischen auf dem Gölcük-Plateau zuerst in den flachen Gebieten auf der Westseite des Sees anzutreffen. Damals wurde das Gölcük-Plateau mit Bozdağ, Salihli, Birgi und Ödemiş durch eine befestigte Straße verbunden. Aus der Izmir-Karte L20-a4 der 1959 gedruckten Karte im Maßstab 1:25000 lässt sich die damalige Siedlungsausdehnung um den See genauer erkennen.
Ende der 1950er Jahre wurde zur Belebung des lokalen Tourismus der Bau einer 18 km langen Seilbahn aus dem Tal des Küçük Menderes zur Gülcük Yaylası bis nach Bozdağ angeregt. Gemäß diesem Projekt sollte der erste Teil der Seilbahn mit 2 Gondeln 690 Höhenmeter auf 2800 m Länge überwinden und 230 Personen oder 15 Tonnen Fracht je Stunde zwischen Zeytinlik (bei Ödemiş) und Gölcük transportieren. Zugleich erwog man, bei Gölcük ausgedehnte Ländereien zu parzellieren und eine Genossenschaft für mindestens 400 Wohneinheiten zu gründen. Das Seilbahnprojekt wartete allerdings jahrelang auf seine Umsetzung, und erst im April 2000 wurde mit entsprechenden Studien begonnen. Am 22. März 2016 wurden nochmals betont, dass angelaufene Voruntersuchungen für das Seilbahnprojekt Ödemiş-Gölcük mit den Seilbahn-Bauunternehmen unter Berücksichtigung der Trasse der Seilbahnlinie, der zu errichtenden Stationen, des Zustands des Untergrunds und der meteorologischen Daten in Zusammenarbeit mit städtischen Mitarbeitern aus Ödemiş fortgesetzt würden. Danach schwiegen die entsprechenden Meldungen weitgehend, und das Projekt wurde zunächst zurückgestellt. Darüber hinaus leistete Kazım Dirik Pionierarbeit bei Studien zur Entwicklung des Wintertourismus in Bozdağ. Ein im Gegenzug zu Gölcük – allerdings erst nach vielen Jahren – hat das 1998 eröffnete Bozdağ Ski Centers im östlich unmittelbar benachbarten Ort Bozdağ, das sowohl im Sommer als auch im Winter für den Tourismus geöffnet ist, der Region einen weiteren Anziehungspunkt gebracht. Es gibt 3 Skigebiete, die sich an Profi- und Amateurskifahrer richten und mehr als 15 Tausend Besucher an Feiertagen bedienen können.

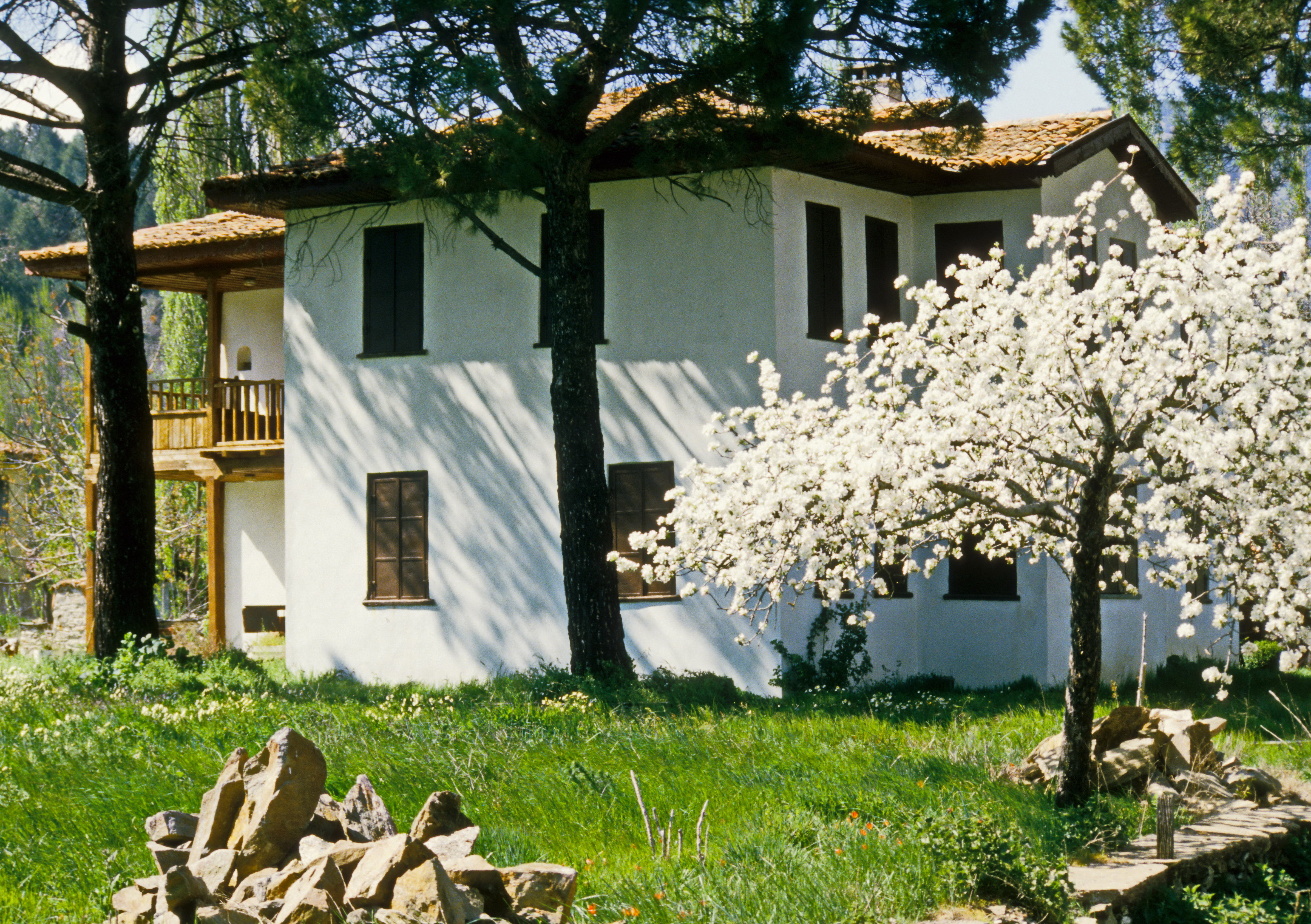
Aufwändige Sommervilla auf der Gölcük Yaylası am Gölcük-See in Gölcük in den Bozdağlar Ende der 1980er Jahre.

Der Bau von Sommerresorts um den See in den Stadtteilen Cumaönü, Gedikdüzü, Karşıyaka und Adabaşı hatte dann in den 1960er Jahren zugenommen, wobei zwei von ihnen am Westufer des Sees, Cumaönü und Gedikdüzü, hervorstachen, wo Sommerhäuser hauptsächlich von Leuten aus Ödemiş, İzmir und Salihli entstanden. Da es damals keine Baubeschränkungen gab, wechselten viele landwirtschaftliche Flächen den Besitzer: Die Bauphase einer Ferienanlage hatte begonnen. Dann, zwischen 1970 und 1980, nahm der Prozess mit dem Bau von Häusern auf vielen billigen Grundstücken rund um den See sehr schnell zu, und mit der Erstellung des Bebauungsplans im Jahr 1982 wurden verschiedene Bebauungseinschrämkungen eingeführt. Auf der Westseite des Sees sind die Wohngebiet mittlerweile „überfüllt“: Rathaus, Lebensmittelgeschäft, Bäckerei, Hotel, Teegarten, Kaffeehaus, Pension und Restaurants hat Ansiedler in dieses Zentrum gelockt, was zu einer Quelle der Umwelt- und Wasserverschmutzung führte. Auf der Gölcük Yaylası gibt es deshalb viele Zweitwohnungen, 1993 waren es bereits 900. 50 % dieser Zweitwohnungen gehören den Einwohnern von Zeytinlik (bei Ödemiş), mehr als die Hälfte der restlichen besitzen die Einwohner von Ödemiş und in geringerem Maße Bürger von Salihli, Tire, İzmir, Manisa, Aydın und Istanbul. Zweifellos nutzen die Besitzer aus Zeytinlik ihre Häuser hauptsächlich für landwirtschaftliche Aktivitäten im Sommer. Unter den Zweithäusern zur Erholung rund um den See gibt es viele Doppel- und Triplex-Villen, die allerdings nicht alle so prunkvoll wirken, wie die Zweithäuser an den Küsten des Ägäischen Meeres.

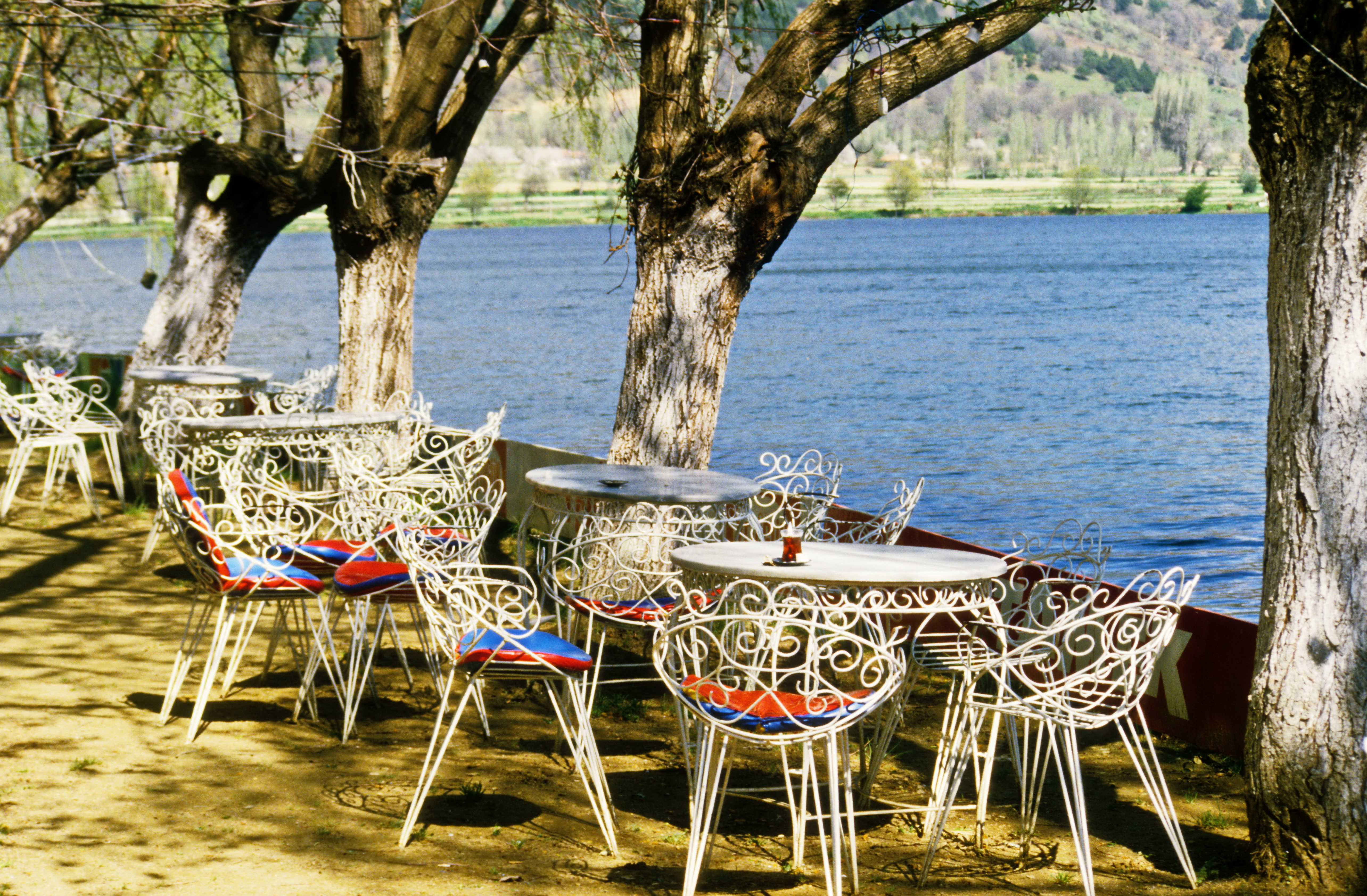
Hotelterrasse des alten Gölcük Princess-Hotels in Gölcük mit Blick auf den Gölcük-See Ende der 1980er Jahre.

Laut Hayati Doğanay nahmen die Unterkünfte in den Stadtteilen rund um den Gölcük-See und das Gölcük-Plateau nach der Jahrtausendwende weiter zu. Es gab inzwischen zwei moderne Hotels mit jeweils 60 bzw. 70 Betten. Die Zahl der Zweitwohnungen hatte 900 überschritten, so dass die Stadtteile Cumaönü und Gedizdüzü zusammenwuchsen und besonders entlang der Uferstraße zwischen dem Seeausgang und dem Gölcük Princess Hotel die Bebauungsdichte erheblich zunahm und speziell im Stadtteil Cumaönü eine dicht strukturierte und sogar urban aussehende Siedlung mit den Wohnhäusern, Teegärten, Restaurants, Bäckereien, Märkten, Metzgern, Gemüsehändlern, Cafés, Hotels, Hostels, Genossenschaften, Moscheen, Spielplätzen, Sportplätzen, Rathaus, Postamt, Gesundheitszentrum usw. entstanden ist. Eine ähnliche Entwicklung hat im Ortsteil Karşıyaka begonnen.
Bereits 1997 mit einem ersten Referendum (Nr. 6616) des Kultur- und Naturerbe-Schutzamtes von İzmir vom 16. Oktober 1997 waren der Gölcük-See und seine Umgebung als Naturschutzgebiet ersten Grades ausgewiesen worden. Als dies danach mit dem zweiten Referendum (Nr. 12352) vom 21. Januar 2004 als archäologische Stätte zweiten Grades erweitert wurde, war zu beobachten, dass sich das Bautempo aufgrund der staatlichen Auflagen in Gölcük relativ verlangsamte. Leider sind der Zustand der Erholungseinrichtungen und der Ausbau der notwendigen Infrastruktur oftmals noch sehr unzureichend. Das zeigt sich speziell in der zögerlichen Modernisierung der Kanalisation zur Sammlung der Abwässer der Siedlungsgebiete rund um den See, während sich die Zahl der Bevölkerung mit ständigem Wohnsitz in der Region zwischen 2014 und 2021 auffällig veränderte: Die Aufzeichnungen des Türkischen Statistischen Instituts in den Jahren 2014 bzw. 2021 geben für Gölcük (Zeytinlik) 1489 bzw. 1329, Bozdağ 788 bzw. 531, Tekke 451 bzw. 410 und Birgi 2074 bzw. 1869 ständige Bewohner an. Ein deutlicher Bevölkerungsschwund wird dabei offensichtlich. Anstiege der Bevölkerung gibt es allerdings in den Sommermonaten, wenn sich die Freizeitaktivitäten konzentrieren. Füsun Soykan behauptete, dass in den 1990er Jahren die Hochlandbevölkerung während der Sommersaison etwa 5000 Menschen umfasste, einschließlich derjenigen, die aus der Stadt Zeytinlik und anderen Orten kamen, und diese Zahl stieg um das 3- bis 4-fache mit denen, die zu einem täglichen Picknick kamen. Man geht optimistisch davon aus, dass die angegebenen Werte vor allem am Wochenende gegenwärtig noch mehr ansteigen und an manchen Tagen sogar um die 15–20 Tausend erreichen.
Seit Anfang der 2020er Jahre sind die subjektiven Eindrücke über den See und sein direktes Umfeld aufgrund umfangreicherer Baumaßnahmen eher negativ. Das historische Princess Hotel wurde geschlossen. Derzeit ist die Unterkunft nur in Pensionen möglich, man kann auch ein Haus in der Sommersaison zu mieten. Das nächste Hotel befindet sich in der benachbarten Stadt Bozdağ (10 km) oder am Südfiuß des Gebirges in Birgi (16 km). Mittlerweile wurde das alte Hotel abgerissen und befindet sich im Neubau. Die Arbeiten für die Fertigstellung laufen auf Hochtouren. Der Bürgermeister von Ödemiş informierte Pressevertreter zusammen mit dem Unternehmensvertreter der Baufirma über den laufenden Bau- und Fertigstellungsprozess des Gölcük Princess-Hotels, wonach beabsichtigt war, das Hotel am 29. Oktober 2022 fertigzustellen.

## Sonstige wirtschaftliche Entwicklungen

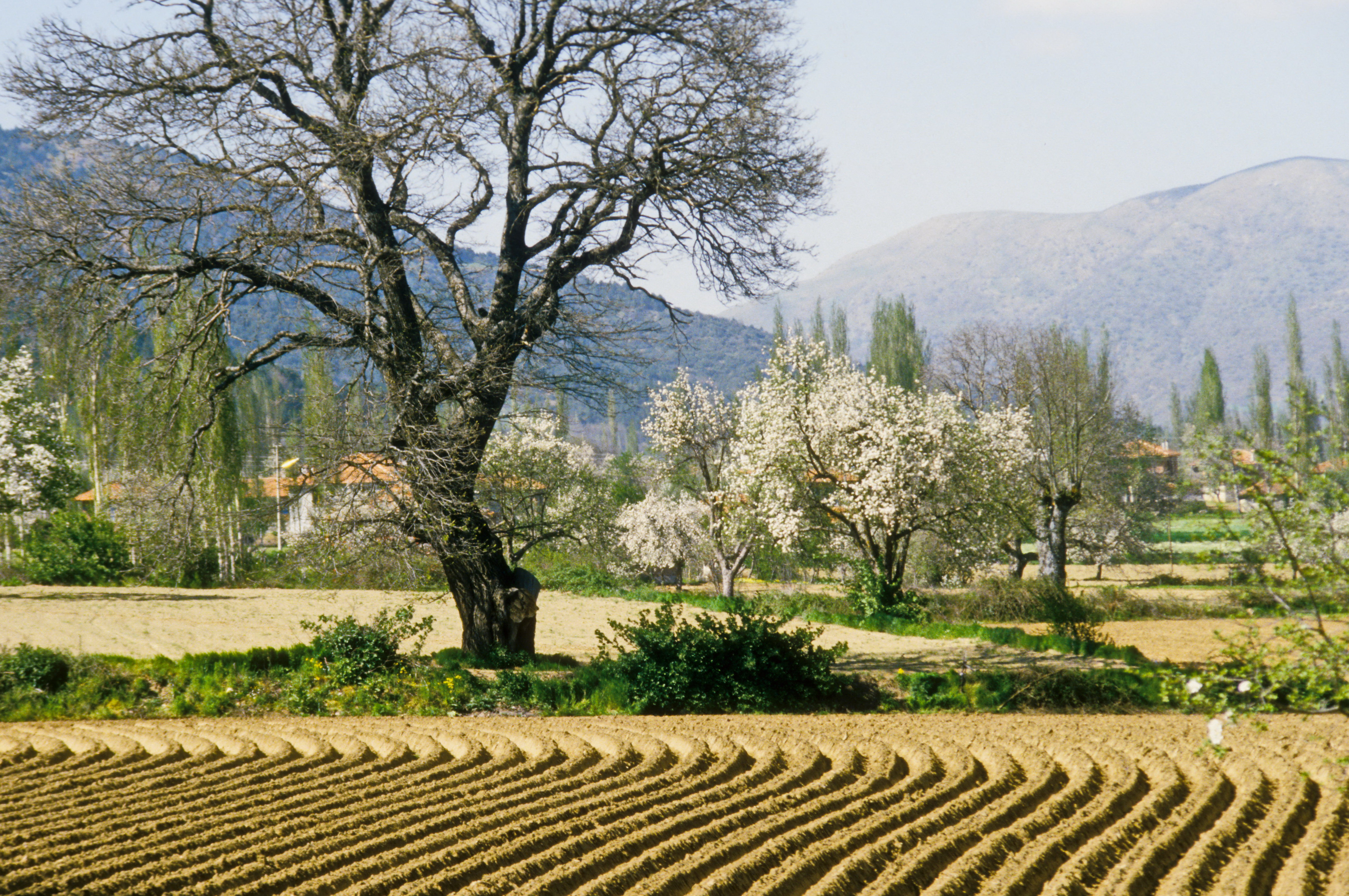
Typische Agrarlandschaft mit blühenden Obstbäumen und für Kartoffelkultivierung vorbereiteter Feldflur bei Gölcük auf der Gölcük Yaylası.

Die wirtschaftlichen Aktivitäten auf dem Gölcük-Plateau haben sich im Laufe der Zeit deutlich gewandelt. Noch bis vor kurzem stand die traditionelle Hochlandtierhaltung (Transhumanz) im Vordergrund. Auf den weiten Wiesen am Seeufer z. B. wurde Viehhaltung betrieben. Kaya Bengisu stellt fest, dass auf der Gölcük Yaylası aufgrund ihres günstigen Klimas, ihres Wassers und ihrer Vegetation bis 1928 Wiesen nur von Großgrundbesitzern genutzt wurden, um in der Provinz Manisa Pferde zu züchten, denn schon seit der Beylik- und osmanischen Zeit wurden dort Pferde sowie Kleinvieh gehalten. In den ersten Jahren der Republik wurde ein Wissenschafts-Komitee des Katasteramtes von Ankara nach Ödemiş entsandt, um diese Wiesen zu vermessen und ihre Vergabe pro Bevölkerung und Familie zu planen. Danach wurden die staatlichen Wiesenflächen rund um den See an die Dorfbewohner von Gölcük verteilt. Im Frühjahr 1928 pflügten diese die ihnen überlassenen Wiesen und pflanzten Kartoffeln an. Mit dieser Initiative hat sich eine neue Entwicklung in den landwirtschaftlichen Aktivitäten auf dem Gölcük-Plateau vollzogen. In den 1960er Jahren begann man im Gölcük-Becken zudem mit der Aufforstung, und die heutigen dichten Wälder an den Hängen des Beckens wurden angelegt. Dadurch gingen allerdings die Weideflächen und damit auch die Viehhaltung stark zurück. Andererseits gewannen moderne landwirtschaftliche Tätigkeiten in den relativ großen Auengebieten am Boden des Gölcük-Beckens an Bedeutung. Neben Gemüse, vor allem Kartoffeln und Bohnen, und Baumpflanzungen (Äpfel, Kirschen, Pflaumen, Walnüsse und Kastanien) wurden für kommerzielle Zwecke kultiviert. Obwohl bislang dort unüblich, gibt es mittlerweile auch Bienenzucht. Die Landwirtschaft ist heute nach den Freizeitaktivitäten der wichtigste Wirtschaftsbereich des Gölcük-Plateaus.

## Historischer Rückblick

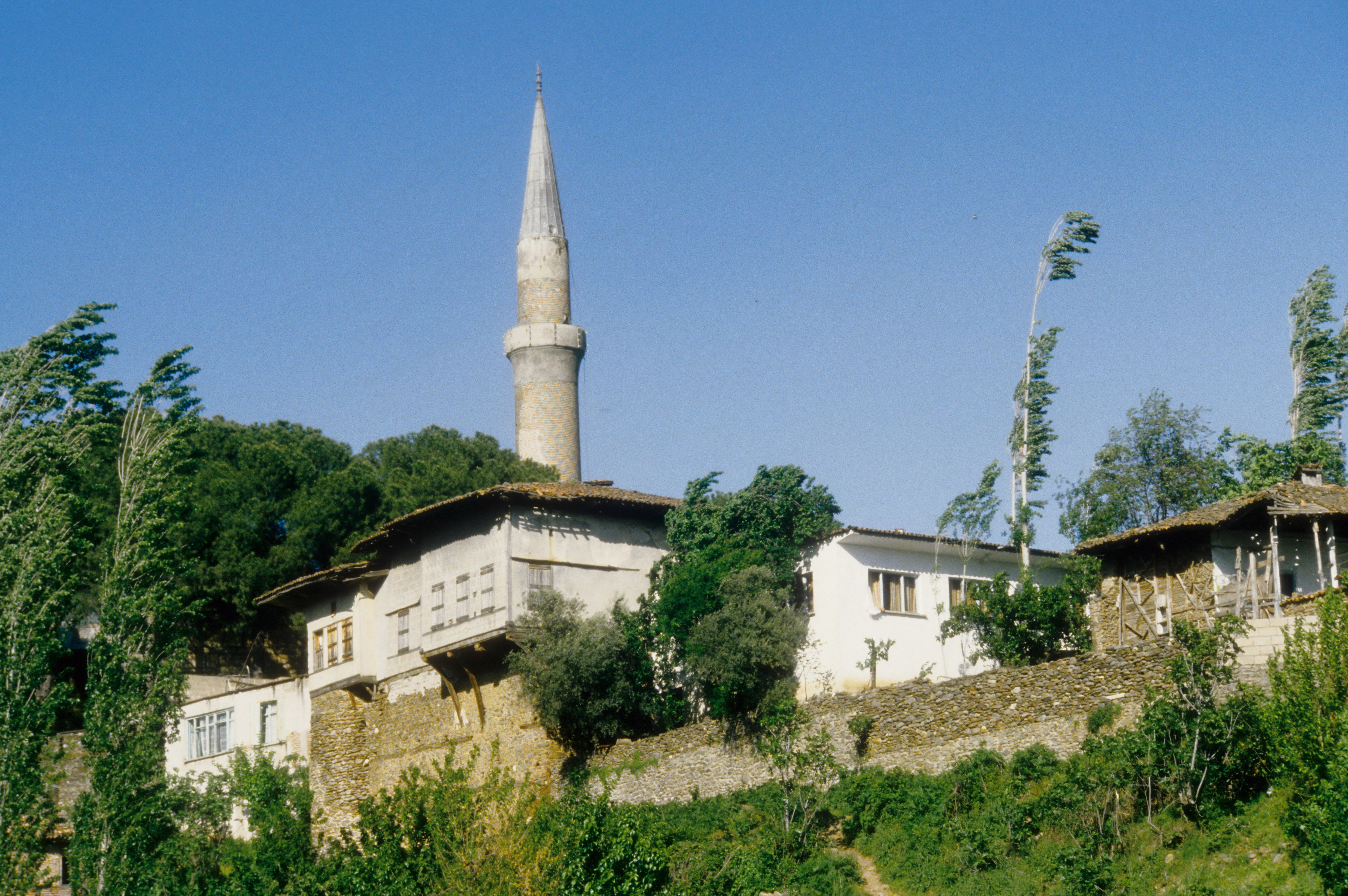
Historische Stadthäuser in Birgi am Fuß der Bozdağlar, der alten Hauptstadt des Beyliks der Aydınoğulları (1308–1426); im Hintergrund das Minarett der Aydınoğlu Mehmet Bey Moschee.

Aus verschiedenen älteren Quellen geht bereits hervor, dass diese Passlandschaft auf den Höhen des Bozdağlar-Massivs zwischen Gediz-Graben und Küçük Menderes-Senke nicht nur bekannt, sondern auch strategisch bedeutsam war. Bereits Strabo (64 v. Chr.-24 n. Chr.) erwähnte, als er über Sardes berichtete: „Es gibt Erhebungen mit Ruinen auf dem Gipfel [des Tmolos], die von Persern aus weißem Marmor gemacht wurden. Von hier aus sind alle umliegenden Ebenen, insbesondere die Ebene Kaistros [Küçük Menderes] zu sehen.“ Auf seinem Wege von Birgi, der alten Hauptstadt des Beyliks der Aydınoğulları (1308–1426), nach Bozdağ erläuterte Charles Texier (1802–1871) diese Überlieferung über die historischen kleinen persischen Außenposten, Wachtürme oder Aufklärungsplätze in Höhen von 1400 bis 1500 m oder mehr, von denen aus man die Sart-Ebene sehen konnte und die die Verkehrssicherheit über die Bozdağlar gewährleisteten: „Ein kegelförmiger Hügel ohne Grün dominierte uns. Andererseits dehnte sich der Bergkamm ebenfalls aus, bis er ohne Grün verschwand. Ich nahm mein Fernglas um alle Hügel herum. Dieser kleine Außenposten oder die Aufklärungsplätze der Perser aus weißem Marmor würden hier sein. Strabo beschreibt seinen Standort ausreichend und sagt, dass man von diesem Punkt aus die Sart-Ebene und insbesondere Küçükmenderes sehen kann“.

### Zeit der Aydınoğulları
Offenbar war auch die Erholungs-Nachfrage in früheren Jahrhunderten an See und Umgebung hoch. Das betraf vor allem das Fürstenhaus der Aydınoğulları. Zwei Quellen geben darüber Auskunft. Die erste ist das Reisebuch des Reisenden Ibn Batuta (1304–1369), der dieses Plateau und seine Umgebung im Jahr 1333 besuchte, der zusammen mit Aydınoğlu Mehmet Bey, dem Gründer des Fürstentums, das tägliche Leben und die Ereignisse auf dem Plateau erlebte und kurz seine eigenen Beobachtungen in seinem Reisebuch beschrieb. Von ihm ist zu erfahren, dass Birgi die „Winterhauptstadt“ war, während Gölcük von Juni bis September auch als Sommerhauptstadt genutzt wurde und dass die Beys jedes Jahr regelmäßig das Plateau besuchten und hier ihre Gäste bewirteten. Gemäß Ibn Batutas eigenen Aufzeichnungen als Gast von Mehmet Bey „war sein Aufenthalt sowohl in Birgi als auch im Hochland 14 Tage“. Hier blieb er also relativ lange Zeit. Der Historiker und Politiker İsmail Hakkı Uzunçarşılı bezog sich auf das erwähnte Reisebuch wie folgt: „Der berühmte Reisende Ibn Batuta besuchte Birgi während der Regierung von Mehmet Bey [Aydınoğlu Mehmet Bey 1308-1334]. Nachdem Ibn Batuta vermerkte, dass Mehmet Bey in seiner Sommerhütte auf dem Berg [Bozdağ] war und die Muderris [religiöse Gelehrte] und die Kadi [Richter] befragt hatte, besuchte er Mehmet Bey in seinem Landhaus, wo sie eine Weile blieben und dann zusammen nach Birgi gingen, wo er die dortige Szenerie beschreibt.“ Die zweite Quelle ist der Historiker Tuncay Baykara aus der Region Acıpayam (Provinz Denizli), der den Gölcük-See und das Plateau in seiner Arbeit über Aydınoğlu Gazi Umur Bey (1309–1348), einen berühmten osmanischen Seefahrer, ansprach und die erhaltenen Informationen Ibn Batutas über den Gölcük-See und das Plateau ausführte: „Birgi Bey, Aydınoğlu Mehmet Bey, war wegen der damaligen starken Sommerhitze in eines der umliegenden Hochländer gegangen. Der Bey hatte es sich bereits zur Gewohnheit gemacht, jeden Sommer dorthin zu fahren, weil es auf diesem Plateau ziemlich kühl war." … "Ich sprang auf und wurde zu ihm auf einer schmalen Straße, die sich zwischen den Felsen öffnete, auf das Plateau geschickt. Als die Sonne unterging, kamen wir zu dem Ort, an dem der Bey wohnte, und stellten unsere Zelte unter einem Walnussbaum am Wasser auf. Sie schickten mir ein kuppelförmiges Zelt namens Bargah. Ein Bargah wird gebaut, indem man Holzbretter nebeneinander bringt, die mit Filz bedeckt sind, ein Loch namens Badhenç wird bei Bedarf geöffnet, um Licht und Luft hereinzulassen, es ist eine Art Haus. Danach wurden die notwendigen Matratzen und Möbel gebracht." …"Wir, ich und der Professor, seine und meine Männer saßen im Schatten des Walnussbaums. Es war sehr frostig hier drin. Deshalb starb eines meiner Pferde in dieser Nacht an der Kälte.“
Der Historiker Tuncer Baykara berichtete in seinem Werk über Aydınoğlu Gazi Umur Bey relativ ausführlich über den Gölcük-See und die Yayla. Dort „machte das Leben in der sauberen Luft von Bozdağ im Sommer und in Menderes im Winter diese Kinder [Umur und seine Geschwister] gesund und stark. Seine Kampfeigenschaften, die aus der Mitte der Natur kamen, wurden durch das, was er später lernte, verstärkt. Die Bozdağ-Yaylak, auf der Umur Pascha in seiner Kindheit jeden Sommer mindestens 5-6 Monate verbrachte, enthält viele Täler, Gewässer und Seen. Der größte dieser Seen mit dem Namen Gölcük ist heute einer der beliebtesten Orte der Einheimischen. Umur Pascha verbrachte seine Kindheit wahrscheinlich am Rande dieses Gölcük. Auch andere Türken, türkische Beys, verbrachten den Sommer im Hochland. Aber das Klima dort ist nicht wie in Bozdağ. Das Klima in diesem Land ist viel besser geeignet, um sich mit dem Wasser abzugeben, im Wasser zu spielen und zu schwimmen. Nun kann man davon ausgehen, dass Umur zusammen mit seinem älteren Bruder Hızır und seinem noch jüngeren Bruder İbrahim stark von diesem üblichen Spiel profitiert hat. Und so schwammen die drei Brüder am Rand des Wassers und sogar darin, bauten Holz- und sogar kleine Boote und brachten sie zum Schwimmen. Denn das ist das Lieblingsspiel der Kinder am Wasser."... "In seiner Jugend hatte Umur Paschas Liebe zum Wasser in Gölcük den schönsten praktischen Platz gefunden. Dort liebte er das Wasser, er wuchs darin auf. Dann, als er an den Rand größerer Gewässer kam, salziger Gewässer, war ihm das Meer nicht mehr unbekannt. Außerdem war das Schwimmen im Salzwasser viel angenehmer für Umur, der gelernt hatte, im Süßwasser zu schwimmen. Warum sollte der Bey dann Angst vor dem Meer haben? So muss die Neigung der Aydınoğulları oder der Türken an der Süd- und Westküste zum Meer begonnen haben.“ Ob das Beylik der Aydınoğulları während seiner 120-jährigen Herrschaft (1308–1425) eine dauerhafte Siedlung auf dem Gölcük-Plateau hatte, ist bisher nicht gänzlich geklärt. Archivdokumente und Zeugnisse aus dieser Zeit lassen aber keinen Zweifel an der Existenz auch des osmanischen Fürstenlebens auf den Hochebenen von Bozdağ und Gölcük. Es ist durchaus möglich, dass die Beys von Birgi noch in Strukturen vom Typ Zelt oder Herrenhaus statt in einem dauerhaften Palast residierten und erst später entsprechende Baumaßnahmen im besiedelten Gebiet trafen.

### Osmanische Zeit
Archivdokumente und schriftliche Quellen bezeugen, dass das Gölcük-Hochland bei Bozdağ auf dem Bozdağlar-Massiv während der osmanischen Zeit von den in Manisa ansässigen Fürsten und ihren Familien (Ṣaruḫān-Oġullarï) intensiv genutzt wurde. Nach Aussagen des Historikers Enver Konukçu (1944–2022) war Bozdag die Hauptsommerresidenz auch der Ulema (Religionsgelehrten des Islam), der Adligen und Verwalter sowie der Einwohner von Städten und Dörfern. Yıldırım Beyazıt (1360–1403) war mit einer der ersten osmanischen "Besucher" des Sommeraufenthalts (Yaylacılık) auf den Bozdağlar. Sein Aufenthalt hier war nur kurz gewesen. Laut der Geschichte des byzantinischen Historikers Doukas eroberte er den Tmolos (Bozdağ) mit seinen Streitkräften, als er 1390 mit seinem Heer nach Sardes via Birgi die Bozdağlar überquerte und damit dem Beylik der Aydınoğulları ein Ende setzte, deren Fürsten allerdings 1402 ihre früheren Ländereien zurück erhielten. Yildirim Bayezid heiratete um 1390 Hafsa Hatun, die Tochter von Isa Bey, einem der Söhne Aydınoğlu Mehmed Beys, und stellte damit eine Verwandtschaftsbeziehung zwischen den beiden Parteien her, worauf wahrscheinlich auch die anschließende auffällige Anhänglichkeit osmanischer Herrscherfamilien zur Gölcük Yaylası beruhte.
Feridun Mustafa Emecen stellte fest, dass die Yaylas von Bozdağ und Susendıraz [Susendıraz Yaylası, auch “Sultan Yaylası” (beim Kloster Sosandra, gegründet von John III Vatatzes) südwestlich von Magnesia/Manisa], wohin die Prinzen im Sommer zogen, von Kunst-Sachkundigen und Wissenschaftlern voll war, und nannte die Historiker Ali und Âşık Mehmed, die es dorthin zog, als Beispiele. Er bestätigt, abgesehen vom Palast in Manisa, auch die Existenz palastartiger Residenzen im Hochland von Bozdağ und Susendıraz, wo die Prinzen sich im Sommer aufhielten. In Anbetracht der Größe der Haushalte der Fürsten, der Beamten unterschiedlichen Status und ihrer Gäste ist es auch denkbar, dass sich derartige Wohnsitze in verschiedenen Teilen des Hochlandes und in mehr als nur einem Ort befand. Denn wie Âşık Mehmed erwähnte, weist die Tatsache, dass es im Hochland fünf Bäder gab und an mehr als einem Ort Freitagsgebete verrichtet wurden, darauf hin, dass es zumindest im 16. Jahrhundert – neben Bozdağ, Tekke und Gölcük (Cumaönü) – mehr als eine feste Siedlung im Hochland von Gölcük und Bozdağ gegeben hat, die wahrscheinlich bis heute erhalten sind. So wird in der letzten Periode des Osmanischen Reiches deutlich, dass es in und um das Gölcük-Plateau einen Fülle an dauerhaften Siedlungen gibt. Tatsächlich enthält die 1912/H1328 in der Druckerei Erkanı Harbiyye-i Matbaası herausgegebene Karte im Maßstab 1:200 000 Eintragungen dauerhafter Siedlungen am Ufer des Gölcük-Sees und seiner Umgebung an Standorten der heutigen Stadtteile, aber ohne deren Namen anzugeben.

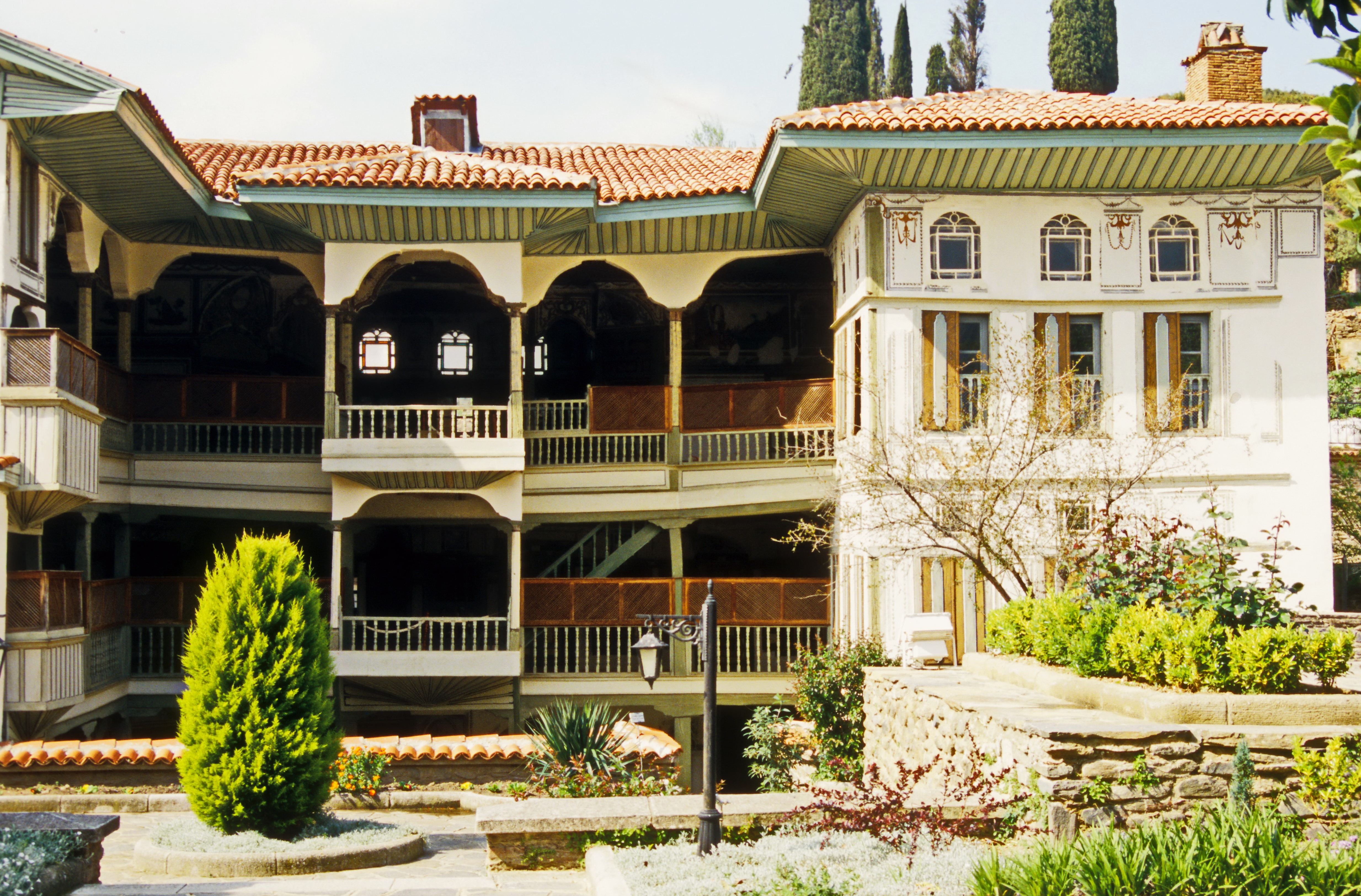
Çakırağa Konağı, restauriertes Herrenhaus (Mitte 18. Jahrhundert) in Birgi am Fuß der Bozdağlar.

Es ist allerdings möglich, vermutlich sogar wahrscheinlich, dass die Prinzen in den ersten Jahren, als sie begannen, das Hochland zu besuchen, ihr Leben in tragbaren Gebäuden wie Hayme (Zelt) und Otağ (yurtenähnliches großes Rundzelt, aber auch Herrenhaus) statt in dauerhaften Palastgebäuden verbrachten. Als die Nachricht von Yavuz Sultans Tod (1520) Manisa erreichte, befand sich Şehzade (Prinz) Süleyman laut Ibn Kemals Bericht auf der Yayla in den Bozdağlar, wo er in seinem Otağ und Hayme lebte (in Zeitgenössisches Türkisch übersetzt): „Zu dieser Zeit ging der glückliche Prinz auf die Hochebene im Land Saruhan, um die Stadt Manisa, in Bozdağ, baute sein Hayme und sein Otağ in diesen tröstenden Feldern, in dieser herzerwärmenden Umgebung auf und saß dort“. Nach der Nachricht von Selims Tod zog die Familie sofort in die Hauptstadt. Der Bericht von Ibn Kemal legt nahe, dass königliche Gebäude in Bozdağlar erst nach 1520, d. h. nach Süleymans (Kanuni) Thronbesteigung, gebaut wurden und dass die Prinzen in der vorangegangenen Periode ihre Zeit im Hochland im Zelt verbrachten. Im Vergleich zum „Palast“ in Bozdağ, der in den Quellen als "Bozdağ Saray-ı Amiresi" (Emir-Palast von Bozdağ) bezeichnet wird, gab es In Gölcük eine eher bescheidene Konstruktion, und der Gölcük-Palast war relativ klein, ein oder ein paar Gebäude, vielleicht ein einzelnes Gebäude, das für eine kürzere Zeit bewohnt wurde, und möglicherweise aus einem Jagdschloss bestanden haben könnte (nach Şenyol Çelik zwischen 1887 und 1903). Çelik vermerkt, dass die Jagdgesellschaften der Sultane und Prinzen organisiert wurden und auf die Gründungsjahre des Staates zurückgingen, dass die Verwalter wie die Sandschakbeys und die Subaşı (Sicherheits- und Steuerbeamte) in der provinzialen Organisation auch solche Jagden organisierten und dass in diesem Sinne das Hochland wichtig war, und er erwähnt die Jagdhütten im Hochland.
Murad II. (1404–1451) hatte seinen Sohn, Prinz Mehmed (Fatih, Mehmet II, 1432–1481) zum Sandschakbey in Manisa ernannt. Erinnerungen an ihn sind noch heute dort lebendig. Der Name seines Enkels, Prinz Alemşah (1466–1503/4), wurde den Dörfern und dem Plateau um Alaşehir gegeben und hat bis heute überlebt. Laut Çağatay Uluçay hatte Sultan Yavuz Selim seinen Sohn Süleyman 1513 zum Sandschakbey von Manisa ernannt, nachdem sein Sohn Korkud verstorben war. Süleyman war damals mit seiner Mutter Hafsa Sultan nach Manisa umgezogen. Er blieb Sandschakbey von Manisa, bis sein Vater starb und er Herrscher wurde. Die Prinzen Mustafa (1533), Mehmed (1542) und Selim (1544) dienten auch als Sandschakbeys von Manisa. 1546 war Prinz Murad in Bozdağ, den man später Sultan Murad nannte. Feridun Mustafa Emecen erwähnt zum gleiche Thema, dass Prinz Murad ein angenehmes Leben in Manisa als Thronfolger lebte und seine Zeit im Hochland von Manisa verbrachte, besonders auf dem Bozdag-Plateau, wo Mustafa Ali von Gallipoli (1541–1600) ihm zur Seite stand und ihm während seines Aufenthalts sein Werk „Râhatü'n-nüfûs“ widmete und darin Bozdağ rühmte. Prinz Mehmed (Mehmed III., 1566–1603) wurde am 26. Mai 1566 in Sart (Sardes) am Rande der Bozdağlar geboren. Als Erwachsener zog er sich auf das Bozdağ-Plateau zurück, um dem schwülen Sommerwetter von Manisa zu entgehen. In einem Dekret vom 13. März 1584 an seinen Ausbilder und Betreuer Ali wird festgehalten, dass diesem die Erlaubnis zum Besteigen des Bozdağ-Plateaus "gemäß Sitte und Gesetz" erteilt wurde, wo es Bäder und einige Gebäude gab.) Obwohl der genaue Standort dieses Sommerpalastes bislang noch nicht richtig bestimmt wurde, reicht er nach bisherigen Recherchen bis an das Ostufer des Gölcük-Sees. Die Wassersysteme und einige Mauerreste deuten stark darauf hin, dass es dort möglicherweise eine entsprechende Anlage gegeben hat.
Berichte über Gölcük Yaylası waren im Laufe der osmanischen Zeit zahlreicher geworden. Zu den wichtigsten Quellen gehören Âşık Mehmeds Menâzırü'l-Avâlim, Kâtip Çelebis Cihannüma und Evliya Çelebis Seyahatname. Âşık Mehmed (1555–1613) erwähnte den Gölcük-See und die Yayla ausführlich unter verschiedenen Titeln in mehreren Teilen seines Werkes „Menâzırü'l – Avâlim“. Der türkische Politiker und Historiker İsmail Hakkı Uzunçarşılı (1888–1877) vermerkt dazu, dass Âşık Mehmed erwähnt, dass dieser See bei Birgi ein Ort auf der Hochebene für die Menschen von Manisa, Tire, Birgi, Akhisar und Marmara sei, und dass er diesen Ort 1585 selbst gesehen und erklärt habe, dass die Größe des Sees mehr als zehn Meilen betrage. Kâtip Çelebi (1609–1657) gab wichtige Informationen über diesen Ort in seinem Werk „Cihannüma“: „Der große Berg am Westfuß des Birgi-Berges heißt Bozdağ. Osmanische Fürsten kamen jedes Jahr für zwei oder drei Monate auf diese Yayla. Es gibt zwei Weiler im Osten dieses Berges. Sie sind berühmt für ihre gute Luft. Die Honoratioren auf dem See fuhren mit Booten und schauen umher. Am nördlichen Ende befindet sich ein großer Obstgarten. Das Wasser des Sees fließt in diesen Garten. Der Umfang des Sees beträgt 10 Meilen. Die Einheimischen nennen diesen See „Gölcük“. Obwohl es im See einige Fischarten gibt, jagen die Menschen diese Fische nicht. Die Umgebung dieses Sees, die mehr als 10 Meilen auf dem Birgi-Berg liegt, wird Bozdağ Yaylası genannt. Die Menschen, die um Bozdağ herum leben, verrichten an ein oder zwei Orten Freitagsgebete, wenn sie auf diese Hochebene gehen. Basare, 5 Bäder und 1 Gebetsplatz für islamische Gebete wurden hier gebaut.“ An anderer Stelle spricht Katip Çelebi in seinem Werk Cihannüma über Birgi: „Dieser Berg ist der Berg Gediz und ist der Hochlandort der Menschen aus Manisa, Tyrus [Tire], Akhisar und Marmara.“ und an weiterer Stelle: „Sultan Mehmet Khan [Mehmet III. 1566-1603] ging zum Bozdağ-Plateau. Diese Yayla hat viel Wasser, schönes Wetter und überall Grün.“ In Evliya Çelebis (1611–1682) Reisebuch aus dem 17. Jahrhundert wurde u. a. vermerkt: „Wir kamen von Birgi zum Seeufer namens Gölcük. Er kann nur an einem Tag umrundet werden. Das Wasser ist wie Eis. Im Steuerregister steht, dass es darin siebzig Arten von Fischen gibt. Vierzig-fünfzig Okka [1 Okka = 1238 g] Fisch. Rund um den See stehen zweitausend Häuser aus Lehmziegeln. Es hat eine Moschee, ein Gasthaus und ein Bad. Einmal in der Woche gibt es einen großen Markt. Menschen aus Alaşehir, Sart [Sardes], Kula und Uşak kommen auf dieses Plateau.“ Die Bedeutung des Gölcük-Sees und -Plateaus setzt sich nach dem 16. und 17. Jahrhundert fort, und nach einem Dokument vom 7. November 1790 entstanden Gebäude für verschiedene Zwecke wie Wohnhäuser, Moscheen, Masjids und Bäder am Seeufer und auf der Yayla. Ein Dokument vom 31. August 1792 vermerkt „die Ernennung eines Predigers in der Pazaryeri-Moschee auf dem Bozdağ-Plateau des Bezirks Birgi“;... „den Bau eines Gebäudes von Aydınoğlu Mehmed Beys Madrasa-Stiftung im Bezirk Birgi von Aydın Sanjak bis zum Gölcük-Hain in Bozdağ“ In einem Dokument vom 8. Juli 1861 wird „die Errichtung des von Mahmudoğlu Hacı Abdullah auf dem Gölcük-Hochland in Ödemiş erbauten Moschee-Imamats“ thematisiert. Wie in vielen Teilen Anatoliens werden, besonders ab dem 19. Jahrhundert, Aufzeichnungen ausländischer Reisender über diesen Ort bekannt. Charles Texier z. B., der von Süden über Birgi nach Bozdağ unterwegs war, machte Beobachtungen rund um das Dorf Teke [Tekke] und sprach über Felsen, Wasser und Pflanzen. U. a. heißt es da: „Im Norden [?], hinter dem Bergkamm, befindet sich ein winziger See namens Kaz Gölü (Gazocleu). Ein daraus entstehender Bach vermischt sich mit dem Sart Çayı.“ Aus den Vermerken Texiers, der damals in der ersten Hälfte des 19. Jahrhunderts nach Sardes unterwegs war, geht zudem hervor, dass es in den Bozdağlar damals insbesondere nachts erhebliche Sicherheitsprobleme gab. Er blieb deshalb im Dorf Allahdiyen (Dorf und Ortsteil im Süden oberhalb von Salihli).

## Torrhebia Limne
Schriftliche Quellen über die Region der Gölcük Yaylası sind zwar reichlich vorhanden, und auch die antike Stadt Torrhebia erscheint auf allen Kiepertschen Karten. Dennoch herrscht unter Wissenschaftlern auch rezent immer noch eine gewisse Uneinigkeit über den genauen Standort von Torrhebia. Joh. Schmidt vermutete in Rocher's Lexikon, dass die Landschaft von Torrhebia in der Nähe eines Schreins des karischen Zeus bei Mylasa im Süden Kariens liegt. Der Historiker Wilhelm Drexler in Fleckeis Jahrbuch schlug als erster vor, dass Torrhebia in Phrygien gesucht werden sollte, basierend auf einem Münztyp aus Hierapolis in Phrygien. Der Numismatiker Robert Mowat bemerkte dazu: „Dies sind die legendären Informationen, die Stephanus von Byzanz in einem Fragment von Nikolaus von Damaskus gesammelt hat: Torrhebe ist eine Stadt von Lydie, so genannt von Torrhebos, Sohn von Atys. Auf seinem Territorium erhob sich der Berg Karios, berühmt für das Heiligtum von Karios, Sohn des Zeus und der Nymphe Torrhebia. Nachdem er [Torrhebos] sich in der Nähe eines Sees verirrt hatte, der ihm den Namen Torrhebia gab, und der Stimme der Nymphen gelauscht hatte, die die Lydier Musen nennen, lernte er Musik von ihnen und lehrte diese den Lydiern, die aus diesem Grund ihre Lieder Torrhebies nennen“. Der See von Gölcük ist der einzige nahe gelegene See, der direkt südlich von Sardes im Hochland des Tmolos-Gebirges liegt. Es ist eine Region, die von Legenden über das frühe Lydien durchdrungen ist. Daher kann es kaum einen Irrtum geben, dass der See von Gölcük mit seinem umgebenden Plateau das antike Torrhebia ist, auf das sich die Historiker der Antike beziehen. In der Tat veranschaulicht der Hinweis, den uns Nonnos von Panopolis als „οϊ τε Τορήβιον“ gegeben hat, wenn er mit der „breiten Torebios“ perfekt die breite und lange Yayla von Golciik beschreibt.
Erst vor wenigen Jahrzehnten wurde der Gölcük Gölü und die Gölcük Yaylası als Platz des antiken Torrhebia identifiziert. Die meisten Historiker und Archäologen gehen heute konform mit der Ansicht der Professoren Jeanne und Louis Robert, die 1961 die Region der Gölcük Yaylası besuchten und den Gölcük Gölü, den See von Golcük, als den antiken Torrhebia-See identifizierten, die Heimat des mythischen lydischen Helden Τόρρηβοϛ. Louis Robert bestätigte Torrhebus als Sohn von Atys und als den König und leiertragenden Musiker, der zusammen mit Μόψοϛ auf der römischen Kaisermünze von Hierapolis dargestellt ist. Die Beschreibung von Dionysius von Halikarnassos, die auf die antike Teilung des Königreichs Lydien zwischen Lydus und Torrhebus hinweist, lässt vermuten, dass das Territorium von Torrhebia nicht unbedingt auf das Gebiet des Sees und seiner unmittelbaren Umgebung beschränkt war. Die als Τορρηβίς oder Τορρηβία bezeichnete Region, das antike Torrhebia, umfasste möglicherweise auch einen Großteil der nahe gelegenen Berglandschaft.